# بيوولف (فلم)
بياولف (بالإنجليزية: Beowulf) هو فيلم حركة تم إنتاجه في الولايات المتحدة سنة 2007 . وهذا الفيلم من بطولة راي وينستون وكريسبين غلوفير وأنجلينا جولي وأنتوني هوبكنز وجون مالكوفيتش.

## قصة الفيلم
في الدنمارك عام 507 بعد الميلاد، يظهر وحش عملاق يدعى جريندال ويقوم بترويع السكان المحليين واقتحام أماكن احتفالاتهم.

يعلن ملك الدنمارك عن جائزة مجزية لمن يتمكن من قتل العملاق المتوحش، وهو الأمر الذي يثير اهتمام المحارب الشجاع والبطل الشهير بيوولف الذي يسعى دائما للمجد.

يدخل بيوولف في معركة شرسة مع العملاق جريندال ويتمكن من هزيمته وقتله، ويقوم الملك بإهداءه جائزة قيمة، لكن بيوولف فيما بعد يكتشف إن كل رجاله تم ذبحهم بوحشية في بهو القصر الملكي.

يكتشف بيوولف إن من قتل رجاله هي أم جريندال انتقاما لموت إبنها فينطلق لمطاردتها في البحيرة التي تعيش فيها، لكنها تتخذ هيئة امرأة جميلة وتنجح في إغوائه

## الممثلون والشخصيات
- راي وينستون
- كريسبين غلوفير
- أنجلينا جولي
- أنتوني هوبكنز
- جون مالكوفيتش

## الميزانية والإيرادات
بلغت تكلفة إنتاج الفيلم حوالي 150 مليون دولار بينما حقق أرباحا تقدر بـ 196,393,745 دولار.

## روابط خارجية
- مقالات تستعمل روابط فنية بلا صلة مع ويكي بيانات